# Pinconning (Michigan)
Pinconning – miasto w Stanach Zjednoczonych, w stanie Michigan, w hrabstwie Bay.